# TOD (aviação)

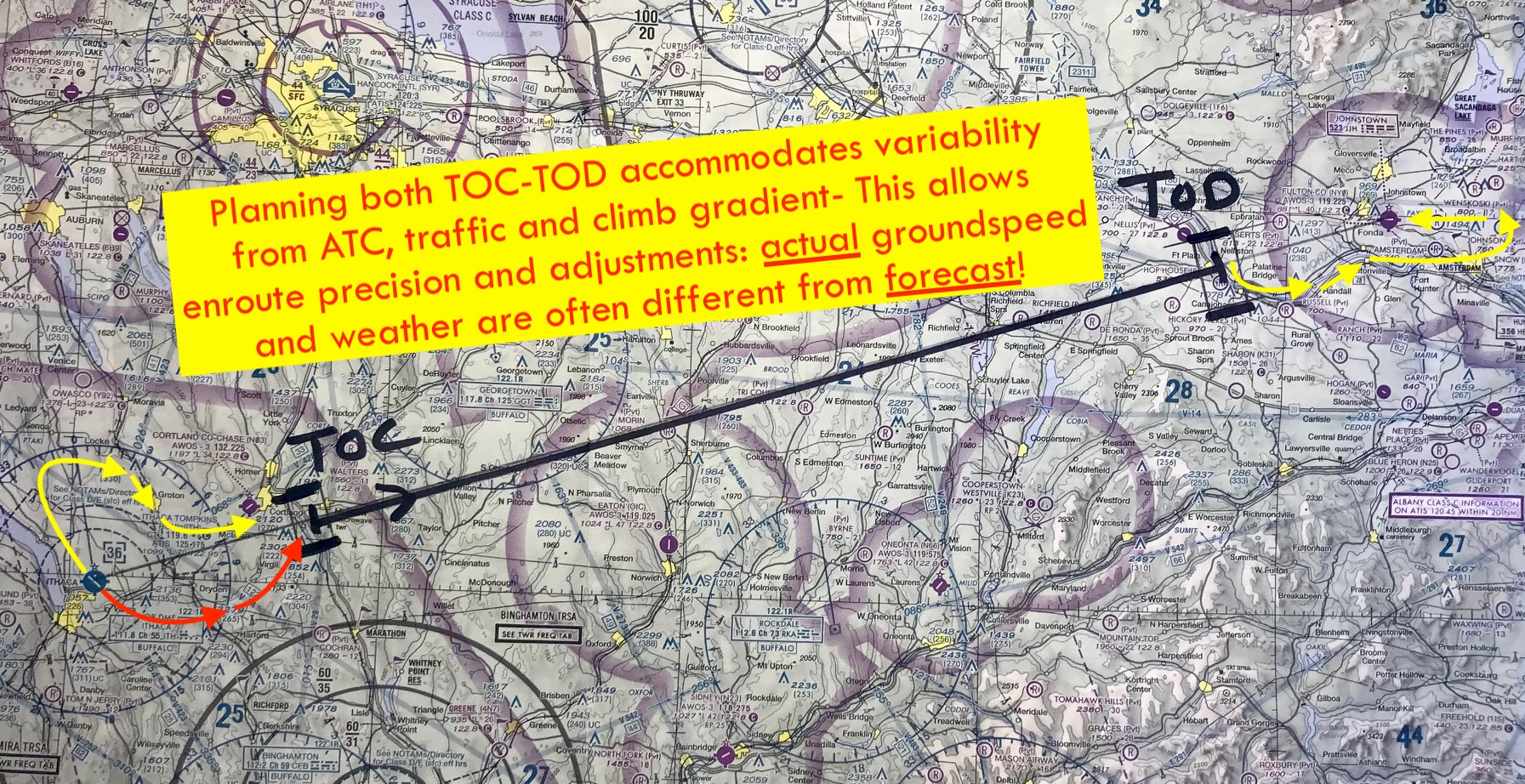
Uso de TOC/TOD no planejamento de voo VFR.

Em aviação, TOD (Top of descent - Topo da descida), é a designação do computador de voo para fase de transição entre a altitude de cruzeiro de um voo e o início da descida. O TOD é, habitualmente, calculado pelo Sistema de Gestão de Voo por forma a se obter o melhor resultado operacional (descida mais rápida para a fase de aproximação ao aeroporto; maior distância), ou económico (poupança de combustível.